# 이스라엘-조선민주주의인민공화국 관계
이스라엘과 조선민주주의인민공화국은 공식적인 외교 관계를 맺고 있지 않으며, 두 나라 관계는 적대적이다. 조선민주주의인민공화국은 이스라엘을 미국의 "제국주의 위성국"으로 비난하며 이를 인정하지 않는다.
조선민주주의인민공화국은 1988년 이래 이스라엘이 통제하는 골란고원을 제외한 팔레스타인 지역의 유일한 합법 정부로 팔레스타인을 간주해 왔으며, 골란 고원 또한 원래 주인인 시리아에게 반환해야 한다고 믿고 있다. 두 나라 사이에는 외교 관계가 없다.
이스라엘은 조선민주주의인민공화국과 핵미사일 프로그램을 세계 안보에 대한 주요 위협으로 간주하고 조선민주주의인민공화국에 대한 국제적 조치를 촉구했다. 이에 조선민주주의인민공화국은 이스라엘을 여러 차례 "처벌"하겠다고 위협하며 대응했다.

## 역사
조선민주주의인민공화국은 욤 키푸르 전쟁 당시 조선인민군 공군 조종사 20명과 비전투 인원 19명을 이집트에 파병했다. 이 부대는 8월부터 전쟁이 끝날 때까지 이스라엘군과 4~6차례 교전을 벌였다. 슐로모 알로니에 따르면, 이집트 전선에서 있었던 마지막 공중 교전은 12월 6일에 이루어졌는데, 당시 이스라엘 공군의 F-4가 조선민주주의인민공화국이 조종하는 MiG-21 1기와 교전 했다. 이스라엘은 MiG 1대를 격추했고, 또 다른 1대는 이집트 방공군의 아군 사격으로 격추되었다.
조선민주주의인민공화국은 수년에 걸쳐 이란, 시리아, 리비아, 이집트 등 이스라엘의 이웃 국가에 미사일과 무기 기술을 공급해 왔다. 1993년 이스라엘 외무장관 시몬 페레스는 이란에 대한 150기의 노동 중거리 탄도 미사일 판매를 중단하는 조건으로 조선민주주의인민공화국에 10억 달러 규모의 외국인 투자와 금광 사업에 대한 기술 지원을 제안했다. 그러나 조선민주주의인민공화국이 핵확산금지조약(NPT) 에서 탈퇴한 후 미국의 압력으로 이 거래는 중단되었다. 이스라엘과 대립의 역사가 있는 시리아는 핵무기 및 화학무기 프로그램 간의 협력을 바탕으로 조선민주주의인민공화국과 오랫동안 군사적 관계를 유지해 왔다. 2007년 9월 6일, 이스라엘 공군은 시리아 데이르에조르 지역의 목표물을 상대로 오차드 작전을 수행했다. 언론 보도에 따르면 시리아에서 핵 원자로 건설을 돕고 있던 조선민주주의인민공화국인 10명이 공습 중 사망했다고 전해진다.
조선민주주의인민공화국이 1986년 외국인 관광객에게 문호를 개방했을 당시, 조선민주주의인민공화국 당국은 미국, 일본, 대만, 남아프리카공화국 국적 관광객과 함께 이스라엘 국적을 가진 관광객들을 배제했다. 그러나 시간이 흘러 2016년부터 이스라엘 국적을 가진 사람들도 추가적인 중개인 없이 조선민주주의인민공화국으로 여행할 수 있게 되었으며, 이스라엘에서 이에 필요한 적절한 비자를 받을 수 있게 되었다.
조선민주주의인민공화국은 이스라엘을 겨냥해 핵무기 프로그램을 "강력한 적들로 둘러싸인 나라를 위한 소규모 국가 억제책"으로 모델링하려 했다는 주장이 제기되었다. 이는 외부 세계에 핵 장치를 소유할 가능성이 충분히 높지만, 핵 무기 보유 발표가 없는 상태에서, 궁극적인 트럼프 카드로 무장하고 모든 사람이 무기가 언제 사용 가능할지 추측하게 만드는 것과 같다.
1992년 11월 소련 붕괴 후 이스라엘은 조선민주주의인민공화국에 외교 사절단을 파견했으나 당시 이스라엘 총리였던 이츠하크 라빈에 의해 미국과 모사드의 압력으로 인해 이러한 노력이 중단되었다.
2010년 5월 이스라엘 외무장관 아비그도르 리버만은 조선민주주의인민공화국을 " 악의 축 "으로 규정하며 "조선민주주의인민공화국, 시리아, 이란을 포함하는 이 악의 축은 전 세계에 가장 큰 위협"이라고 말했다.
2014년 이스라엘-가자 갈등이 격화되면서 조선민주주의인민공화국은 하마스와 무기 거래를 협상했다고 알려졌다. 그러나 이는 며칠 후 조선민주주의인민공화국 조선중앙통신사에 의해 부인되었다.
2017년 히브리어 뉴스 사이트 Walla!와의 인터뷰에서 이스라엘 국방부 장관 아비그도르 리베르만은 김정은을 "국제 안정을 훼손하는 데 급급한 미친놈"이라고 불렀다. 조선중앙통신사는 곧 이 인터뷰 사실을 알게 되었고 이스라엘 국민들에게 "사악한 행동"을 조심하라고 경고하는 성명을 발표했으며 "최고 지도부의 존엄"을 모욕한 것에 대해 "무자비한 천 배의 처벌"을 약속했다.
조선민주주의인민공화국은 가자 전쟁의 발발에 대해 이스라엘을 비난했다. 조선민주주의인민공화국의 로동신문의 사설에서 "국제사회는 이번 충돌이 이스라엘이 팔레스타인 인민에 대해 끊임없이 저지른 범죄 행위의 결과라고 생각하며, 근본적인 해결책은 팔레스타인을 독립 국가로 건설하는 것"이라고 밝혔다. 대한민국 국가정보원은 이후 김정은이 팔레스타인 인민에 대한 "광범위한 지원"을 명령했다고 보도했다.

## 모사드 및 이스라엘 외무부의 대북 접촉
아론 샤이(Aron Shai)가 이스라엘 포린 어페어스 지(Israel Journal of Foreign Affairs)에 기고한 바와 같이 이스라엘-조선민주주의인민공화국 관계는 국제 사회에서 "아마도 가장 소외된 미수교국 관계"이다. 이러한 소외 및 단절은 1992년 조선민주주의인민공화국이 모사드와 이스라엘 외무부를 별도의 대표단으로 초대한 사건을 통해 가장 잘 설명될 수 있다. 당시 초대된 행사 이후, 모사드와 외무부 모두 서로가 행사에 초대되었다는 사실을 인지하지 못했다. 당시 이스라엘과 조선민주주의인민공화국의 관계의 소외 및 단절은 부분적으로 한국전쟁에 원인이 있는데, 당시 이스라엘은 남한을 지원하게 되면서 남한-이스라엘 관계가 추후 훨씬 정상화되었기 때문이다.
샤이에 따르면, 외교부 장관인 에이탄 벤츠르(Eytan Bentsur)는 조선민주주의인민공화국과의 회담에 대해 낙관적이었다. 조선민주주의인민공화국은 이스라엘과 무기 거래를 하는 대가로 이스라엘의 도움을 받아 미국과의 협상에서 우위를 점하기를 원했다. 이 거래는 곧 상호 이익이 되는 관계로 바뀌었는데, 이는 조선민주주의인민공화국은 외부의 지원과 투자를 원했고 이스라엘은 조선민주주의인민공화국이 이란에 미사일 공급을 중단하기를 원했기 때문이다. 이 거래는 성사될 가능성이 높아 보였지만, 1993년 조선민주주의인민공화국은 핵무기 확산 금지 조약에서 탈퇴하였다. 반면 모사드를 대표하던 에프레임 할레비는 조선민주주의인민공화국과의 관계를 단호히 종식시키고 대신 이스라엘과 남한과의 관계를 강화하기를 원했다. 조선민주주의인민공화국이 NPT에서 탈퇴하자 모사드는 외무부에 조선민주주의인민공화국과 협정을 종료하라는 압력을 더욱 강화했다.
두 나라 사이의 관계가 동결된 것처럼 보이지만, 그 협상 과정에서 일어난 사건들은 강력한 의미를 가지고 있다. 첫째, 모사드와 외무부 간의 정책 단절이 탄로났다. 샤이가 기고하였듯이, "두 기관 사이에는 분명히 어떠한 조정도 없었고 이것이 실제로 이스라엘의 전략적 이익을 훼손했는지 의문이 든다." 둘째, 미국의 개입과 미국의 강력한 입김이 조선민주주의인민공화국과의 외교 정책 관계를 추구할 것인지에 대한 이스라엘 정부의 입장을 분열시켰다. 일부 이스라엘 외교관들은 미국이 조선민주주의인민공화국 관계를 다루는 데 더 능숙하며 이스라엘의 가장 큰 동맹국으로서 결정에 발언권을 가져야 한다고 주장했지만, 많은 외교관(벤츠르 장관 포함)은 미국이 이스라엘의 자치권을 박탈하고 있다고 주장했다.

## 같이 보기
- 이스라엘의 대외 관계
- 대한민국-이스라엘 관계
- 조선민주주의인민공화국의 대외 관계
- 조선민주주의인민공화국-팔레스타인 관계
- 남북 관계
- 이란-조선민주주의인민공화국 관계
- 이란-이스라엘 관계